# Tao Yujia
Tao Yujia (chinesisch 陶宇佳, Pinyin Táo Yǔjiā; * 16. Februar 1987 in Jiujiang) ist eine ehemalige chinesische Sprinterin, die sich auf den 100-Meter-Lauf spezialisiert hat.

## Sportliche Laufbahn
Im Alter von 14 Jahren besuchte Tao bereits die Sportschule in Nanchang. Ihren ersten nationalen Titel gewann sie bei den Chinesischen Juniorenmeisterschaften 2006 über die 100-Meter-Distanz. Erste internationale Erfahrungen sammelte sie 2004 bei den Juniorenasienmeisterschaften in Ipoh, bei denen sie in 24,75 s die Bronzemedaille im 200-Meter-Lauf gewann und sich mit der chinesischen 4-mal-100-Meter-Staffel in 46,55 s die Bronzemedaille sicherte. 2006 nahm sie im Dreisprung an den Juniorenweltmeisterschaften in Peking teil, brachte dort aber in der Qualifikation keinen gültigen Versuch zustande. Kurz zuvor siegte sie bei den Juniorenasienmeisterschaften in Macau mit der Staffel in 44,95 s. Im Jahr 2007 wurde sie bei ihrem ersten Wettkampf im Erwachsenenbereich, dem National Grand Prix, über 100 Meter Zweite und siegte mit der 4-mal-100-Meter-Staffel. Anschließend nahm sie an der Sommer-Universiade in Bangkok teil und belegte dort in 11,70 s den fünften Platz über 100 Meter und erreichte mit der Staffel in 45,77 s Rang sieben. Mit der Staffel schaffte sie auch die Qualifikation für die  Weltmeisterschaften im japanischen Ōsaka, bei denen sie aber mit 43,39 s den Finaleinzug verpasste. Im Jahr darauf nahm sie dann mit der Staffel auch an den Olympischen Spielen Peking, wo sie gemeinsam mit Wang Jing, Jiang Lan und Qin Wangping mit der 4-mal-100-Meter-Staffel startete. In ihrem Vorlauf wurden sie hinter den Stafreln aus Jamaika, Russland und Deutschland Vierte. Ihre Zeit von 43,78 s war nur die zehntschnellste und reichte somit nicht fürs Finale.
2009 erreichte sie bei den Studentenweltspielen in Belgrad das Halbfinale über 100 Meter und schied dort mit 11,76 s aus. Anschließend wurde sie bei den Asienmeisterschaften in Guangzhou in 11,63 s Vierte und wurde mit der Staffel disqualifiziert. Dafür siegte sie kurz darauf bei den Ostasienspielen in Hongkong in 11,70 s über 100 Meter sowie in 44,69 s auch mit der Staffel. Im Jahr darauf nahm sie erstmals an den Asienspielen in Guangzhou teil und klassierte sich dort über 100 Meter in 11,63 s auf dem fünften Platz, während sie mit der Staffel in 44,22 s die Silbermedaille hinter dem Team aus Thailand gewann. 2011 gewann sie bei den Asienmeisterschaften in Kōbe in 11,74 s die Bronzemedaille hinter der Usbekin Goʻzal Xubbiyeva und ihrer Landsfrau Wei Yongli und sicherte sich mit der Staffel in 44,23 s die Silbermedaille hinter den Japanerinnen. Anschließend startete sie mit der Staffel bei den Weltmeisterschaften in Daegu, wurde dort aber im Vorlauf disqualifiziert. 2012 gewann sie bei den Hallenasienmeisterschaften in Hangzhou in 7,40 s die Silbermedaille im 60-Meter-Lauf hinter ihrer Landsfrau Wei Yongli und qualifizierte sich damit auch für die Hallenweltmeisterschaften in Istanbul, bei denen sie mit 7,44 s in der ersten Runde ausschied.
2013 gewann sie bei den Asienmeisterschaften in Pune in 11,63 s erneut die Bronzemedaille über 100 Meter, diesmal hinter ihrer Landsfrau Wei und der Japanerin Chisato Fukushima. Zudem siegte sie in der Staffel in 44,01 s, womit sie sich für die Weltmeisterschaften qualifizierte, bei denen sie mit 44,22 s den Finaleinzug verpasste. Anfang Oktober gewann sie bei den Ostasienspielen in Tianjin in 11,72 s die Silbermedaille über 100 Meter hinter Wei und siegte mit der Staffel in 43,66 s. Im Jahr darauf siegte sie schließlich bei den Hallenasienmeisterschaften in Hangzhou in 7,36 s über 60 Meter und erreichte anschließend bei den World Relays auf den Bahamas in 44,09 s Rang fünf im B-Finale. Im Oktober siegte sie bei den Asienspielen im südkoreanischen Incheon in 42,83 s. Bei den IAAF World Relays 2015 belegte sie in 44,28 s Rang vier im B-Finale. Anschließend erreichte sie bei den Asienmeisterschaften in Wuhan in 11,66 s Rang sieben im Einzelbewerb und siegte mit der Staffel in 43,10 s. Bei den IAAF World Relays 2017 sicherte sie sich mit der 4-mal-100-Meter-Staffel in 43,11 s die Bronzemedaille und erreichte mit der 4-mal-200-Meter-Staffel nach 1:37,60 min Rang acht. Damit qualifizierte sich die chinesische Mannschaft ein weiteres Mal für die Weltmeisterschaften in London, wurde dort aber im Vorlauf disqualifiziert. Anfang September bestritt sie in Tianjin ihren letzten Wettkampf und beendete daraufhin im Alter von 30 Jahren ihre Karriere als Leichtathletin.
In den Jahren 2009, 2010 und 2014 wurde Tao chinesische Meisterin im 100-Meter-Lauf.

## Persönliche Bestzeiten
- 100 Meter: 11,37 s (+1,6 m/s), 16. Juli 2011 in Nanchang
  - 60 Meter (Halle): 7,27 s, 26. Januar 2008 in Shanghai
- 200 Meter: 24,22 s (−0,3 m/s), 4. August 2003 in Shijiazhuang
  - 200 Meter (Halle): 24,25 s, 30. März 2013 in Peking
- Dreisprung: 13,44 m (+0,4 m/s), 22. April 2006 in Chongqing
  - Dreisprung (Halle): 13,19 m, 24. Februar 2006 in Peking